# Émile Loubon

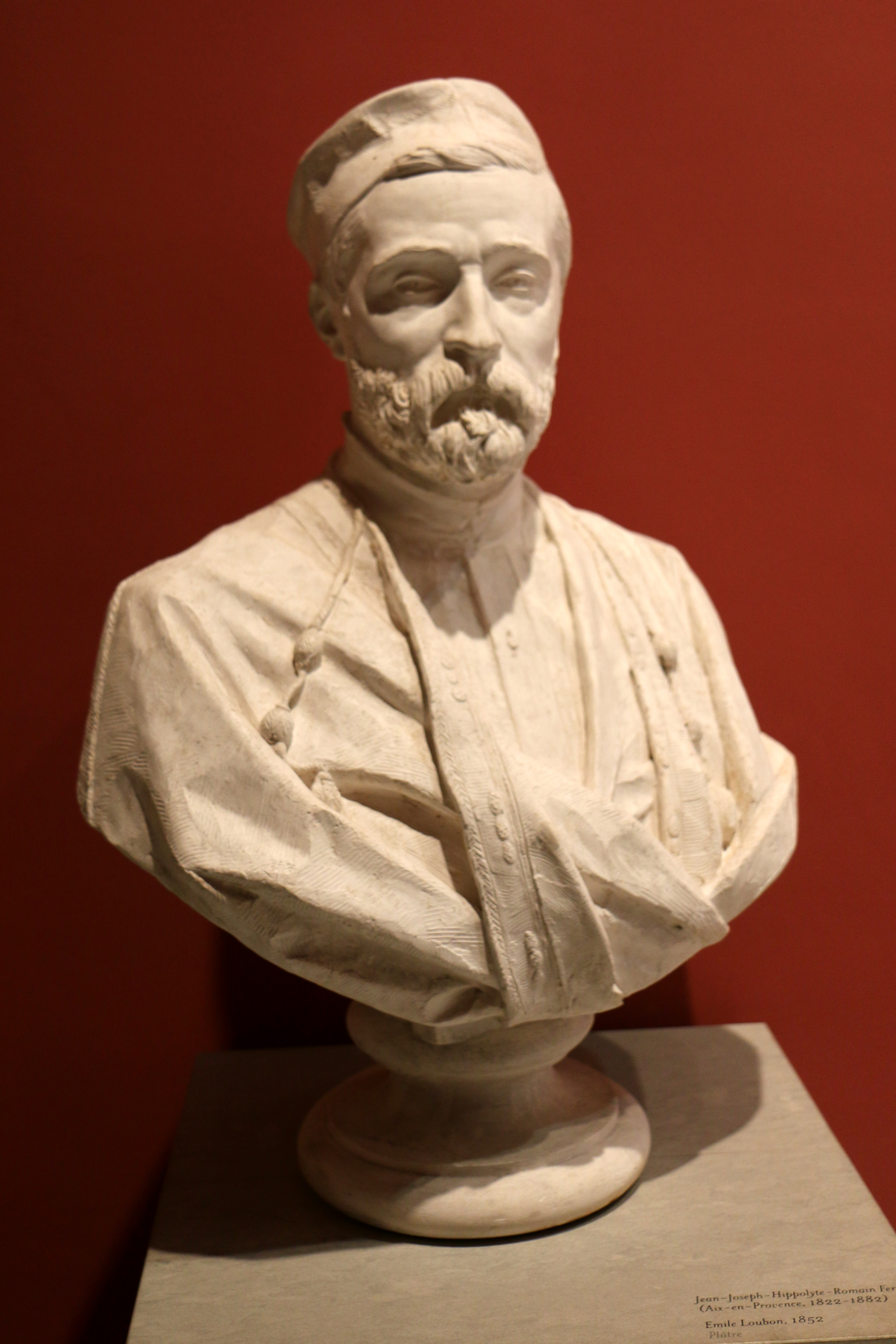
Émile Loubon, par Jean Joseph Hippolyte Romain Ferrat au Musée Granet d'Aix (1852)

Émile Charles Joseph Loubon, né le 12 janvier 1809 à Aix-en-Provence, mort le 3 mai 1863 à Marseille, est un peintre français, réputé pour ses paysages provençaux.

## Biographie

### Premières années
Fils de Noël Augustin François Loubon, négociant aisé, et d'Anne-Thérèse Michel, il étudie le dessin sous la direction de Jean-Antoine Constantin, de François Marius Granet et de Louis Mathurin Clérian. C'est ce dernier, directeur de l'école de dessin d'Aix, qui a la plus forte influence sur lui.

### Études et carrière parisienne
En 1829, Granet l'invite à l'accompagner pour un voyage d'études à Rome, où il parfait ses connaissances d'architecture. Mais c'est dans le dessin de plein air qu'il excelle. Granet trouve bons ses premiers paysages italiens. Loubon décide de se consacrer exclusivement à la peinture et de rester deux années à Rome. Il rentre en France en 1831 et part pour Paris. Il y rencontre les peintres Alexandre-Gabriel Decamps, Constant Troyon et Thomas Couture. Ce dernier collaborera avec lui en peignant un torse de lépreux sur un tableau que Loubon préparait pour l'église Saint-Jean-de-Malte d'Aix-en-Provence.
Mais c'est au peintre provençal Camille Roqueplan, rencontré aussi à Paris, qu'il vouera une admiration majeure, n'hésitant pas à s'en désigner l'élève. Son atelier de la capitale est fréquenté par des peintres de qualité et Loubon obtient la médaille de troisième classe au Salon de 1833.
En 1843, il reçoit une commande du Ministère de l'Intérieur qu'il réalise en 1844 Le Panorama de Martigues.

### École de dessin de Marseille
La ruine de son père le rappelle brusquement à Aix en 1845. Son oncle, adjoint à l'École des beaux-arts de Marseille, parvient à le faire nommer à la direction de l'école pratique de dessin de Marseille en 1845, fonction qu'occupait Augustin Aubert depuis 1810. Il marque l'école par sa volonté d'instruire ses élèves à une recherche plus naturelle des modèles vivants et suscite l'admiration.
Dans le même temps, Loubon fonde dans cette ville en 1846 le premier salon du Cercle des amis des arts, qui donne lieu à une exposition de peintres français réunissant 200 tableaux ; on y trouve des toiles d'Eugène Delacroix, Camille Corot, ou Prosper Marilhat. Il recommence en 1847 mais l'année suivante, les événements politiques suspendent l'opération.
En 1849, il part quelque temps en Orient, où il puisera des sujets d'œuvres d'inspiration orientaliste. Il en rapportera notamment une Vue de Nazareth.
En 1853, il présente trois toiles au Salon de Paris dont Vue de Marseille prise des Aygalades, un paysage de très grand format où figure une scène de genre pastoral d'une réelle intensité et un souci du détail vrai : le fond du tableau montre par exemple des cheminées d'usines fumantes.
Malgré l'usage qu'il faisait du bleu, Loubon détestait cette couleur[réf. souhaitée]. Sur la fin de sa vie, ses bleus tourneront d'ailleurs au gris-bleu et au brun.
Sa femme ne joua pas un rôle positif sur lui. Selon Brahic-Guiral, « très belle, très gâtée par celui qui lui passait tous ses caprices d'enfant ingrate, l'ancien modèle ne sut pas donner à l'artiste un intérieur reposant ». Les dernières années de Loubon sont marquées par une certaine aigreur face à ses contemporains. Il dira un jour : « J'ai toujours été exploité par la société et il n'est forme que l'on n'ait employé pour me soutirer quelques-unes de mes œuvres ou quelques-uns de mes dessins, me mettant à contribution pour un décor ou pour composer un travestissement. »
Malade de longues années, il succombe à un cancer des intestins le 3 mai 1863.
Il repose au cimetière Saint-Pierre de Marseille (Pinède du carré 6). Sur sa tombe s'élève une colonne au pied de laquelle est placée une sculpture en bronze représentant une palette de peintre avec des pinceaux. Le sommet de la colonne est coiffé d'une niche abritant un buste représentant le peintre, sculpté dans un bloc de marbre offert par Jules Cantini et réalisé par un de ses élèves, Marius Guindon. Le peintre Raphaël Ponson (1835-1904), son élève, est également enterré dans cette partie du cimetière.

## Collections publiques
Peintures à l'huile datées
- La Chaumière (1835), huile sur toile, 32 × 49 cm, Musée des beaux-arts de Marseille[6]
- Panorama de la ville et du port de Martigues (1844), huile sur toile, 94 × 173 cm, Chambre de Commerce de Marseille[3]
- Le Port, La Ciotat (1844), huile sur toile, Musée de la Marine (Marseille)[7]
- L'Émigration pendant le choléra à Marseille (1850), huile sur toile, 74 × 170 cm,Montpellier, Musée Fabre[3]
- Troupeau dans un cirque montagneux (vers 1850), huile sur bois, 53 × 83 cm, Martigues, musée Ziem[3]
- Le Retour du troupeau (vers 1850), huile sur papier, 40 × 30 cm, Fondation "Regards de Provence", Marseille[8]
- Marseille, vue des Aygalades (1853), huile sur toile, 140 × 240 cm, Musée des beaux-arts de Marseille [9]
- L'Écurie (1858), huile sur bois, 23 × 32 cm, Marseille, musée Grobet-Labadié[10]
- La Visite à la fiancée, scène de jardin (1860), huile sur bois, 150 × 263 cm, Musée des beaux-arts de Marseille[11]

Dates non documentées
- Vue d'un aqueduc à Saint-Chamas près de l'étang de Berre, huile sur toile, 18 × 47 cm, Musée des beaux-arts de Chambéry[12]
- Route d'Antibes à Nice, huile sur toile, 81 × 112 cm, Musée des beaux-arts de Marseille[13]
- En route pour le marché, huile sur toile, 60 × 109 cm, Marseille, musée Cantini[14]
- Le Charretier, huile sur toile, 38 × 46 cm, Marseille, musée Cantini[15]
- La Porteuse d'eau, huile sur carton, 30 × 17 cm, Marseille, musée Grobet-Labadié[16]
- Alpage et chalets, huile sur bois, 24 × 37 cm, Marseille, musée Grobet-Labadié[17]
- Le Pont sur la rivière, huile sur bois, 18 × 30 cm, Marseille, musée Grobet-Labadié[18]
- Paysage de haute montagne, huile sur papier, marouflée sur carton, 26 × 35 cm, Marseille, musée Grobet-Labadié[19]

Aquarelles et dessins
- Étude de personnages vus de dos (vers 1852), crayon noir, 21 × 14 cm, Marseille, musée Grobet-Labadié[20]
- Étude de personnage oriental, crayon noir, aquarelle, 20 × 12 cm, Marseille, musée Grobet-Labadié[21]
- Étude de visage féminin, crayon noir, 12 × 15 cm, Marseille, musée Grobet-Labadié[22]

A documenter
- Le Puy-en-Velay, musée Crozatier : Jésus et la Samaritaine
- Musée des beaux-arts de Nîmes : Le Muletier du Var, vue des environs de Marseille
- Musée des beaux-arts de Rouen : Razzia par les chasseurs d'Afrique
- Musée d'art de Toulon : Retour du troupeau, huile sur toile, 94 × 173 cm
- Paris Musée d'Orsay : Marseille, vue des Aygalades un jour de marché, 139 x 204 cm

## Galerie

Œuvres d'Émile Loubon
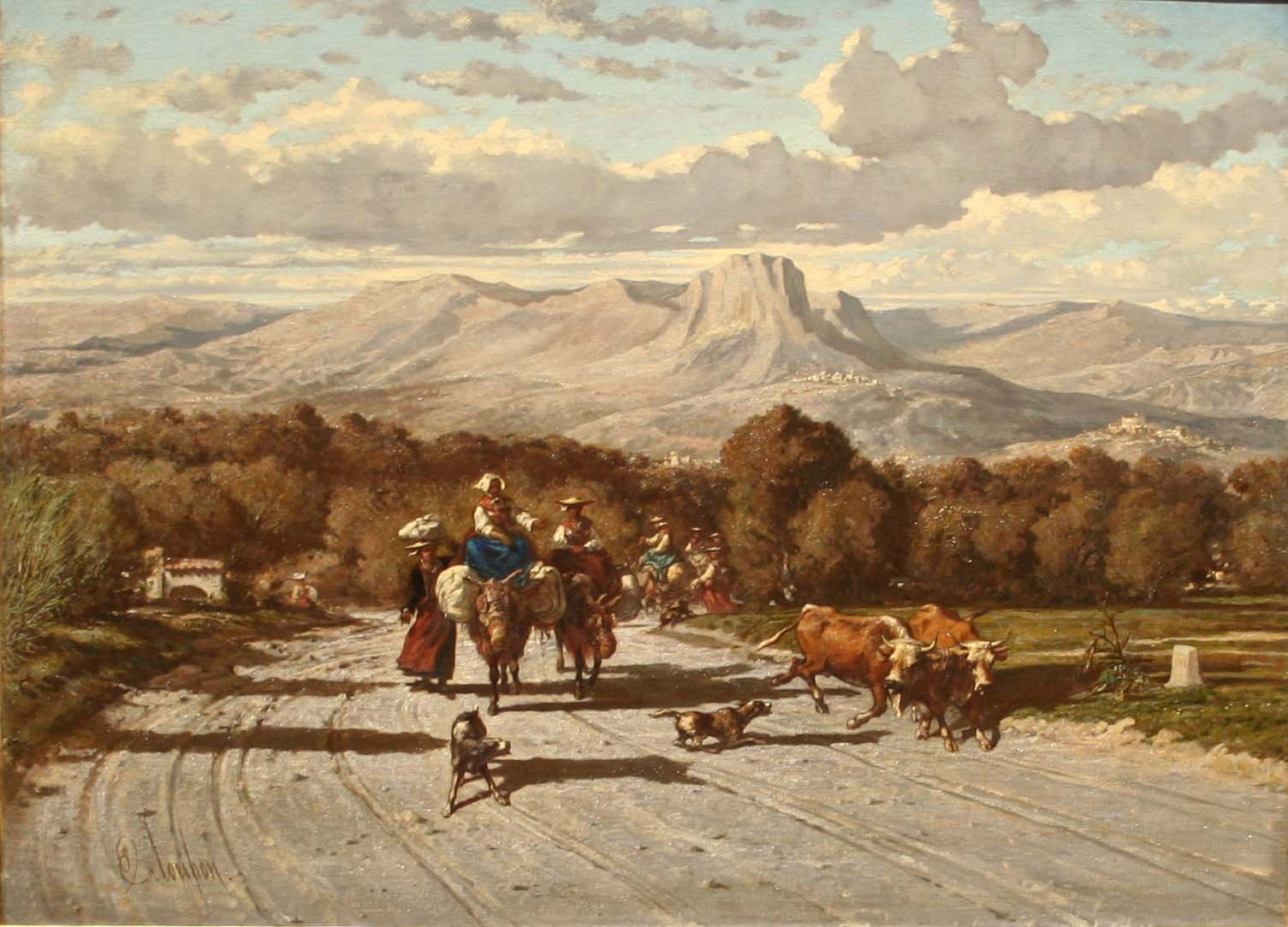
La route d'Antibes à Nice, musée des beaux-arts de Marseille.
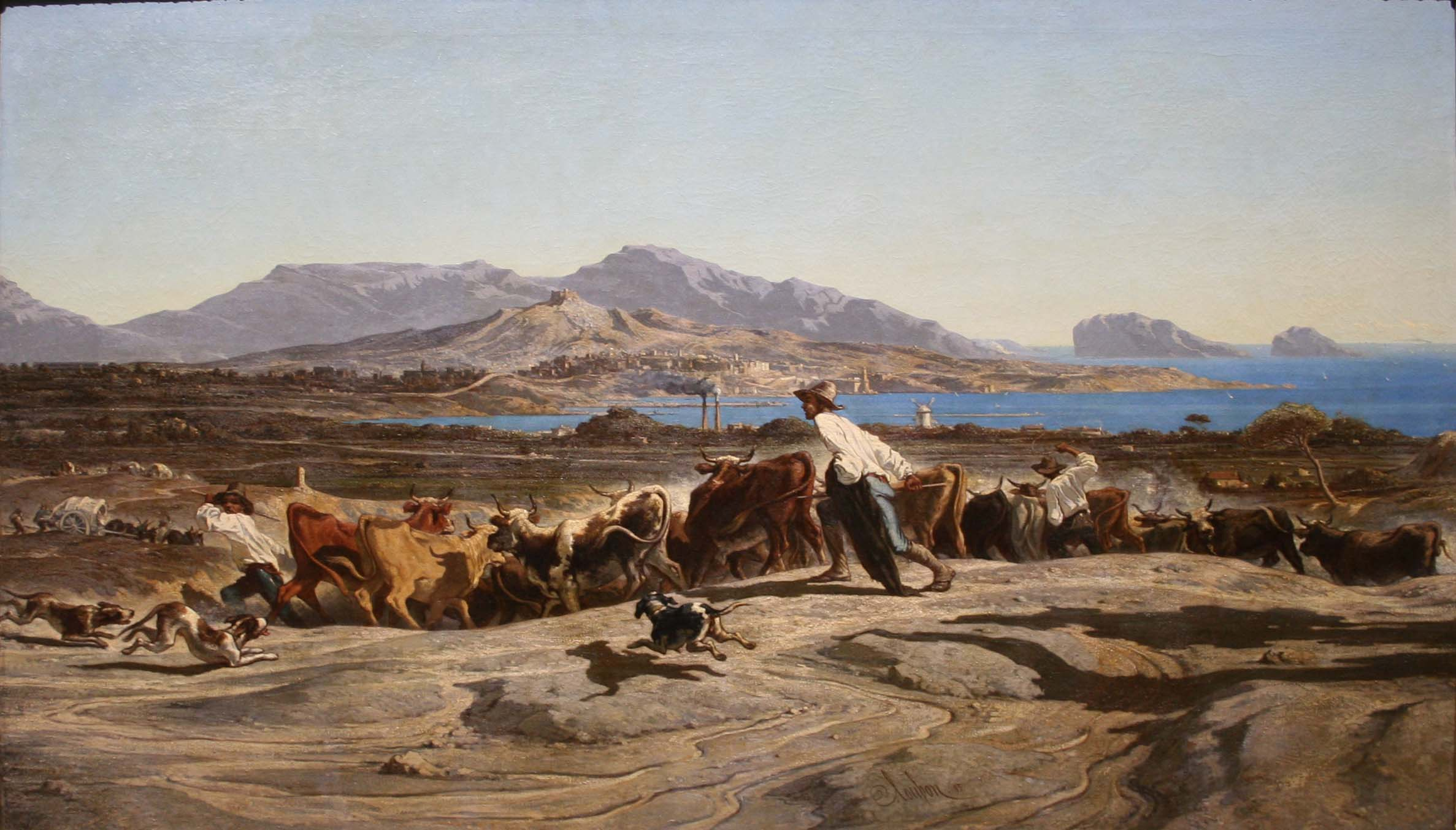
Vue de Marseille prise des Aygalades un jour de marché (1853), 140 x 240 cm, musée des beaux-arts de Marseille.
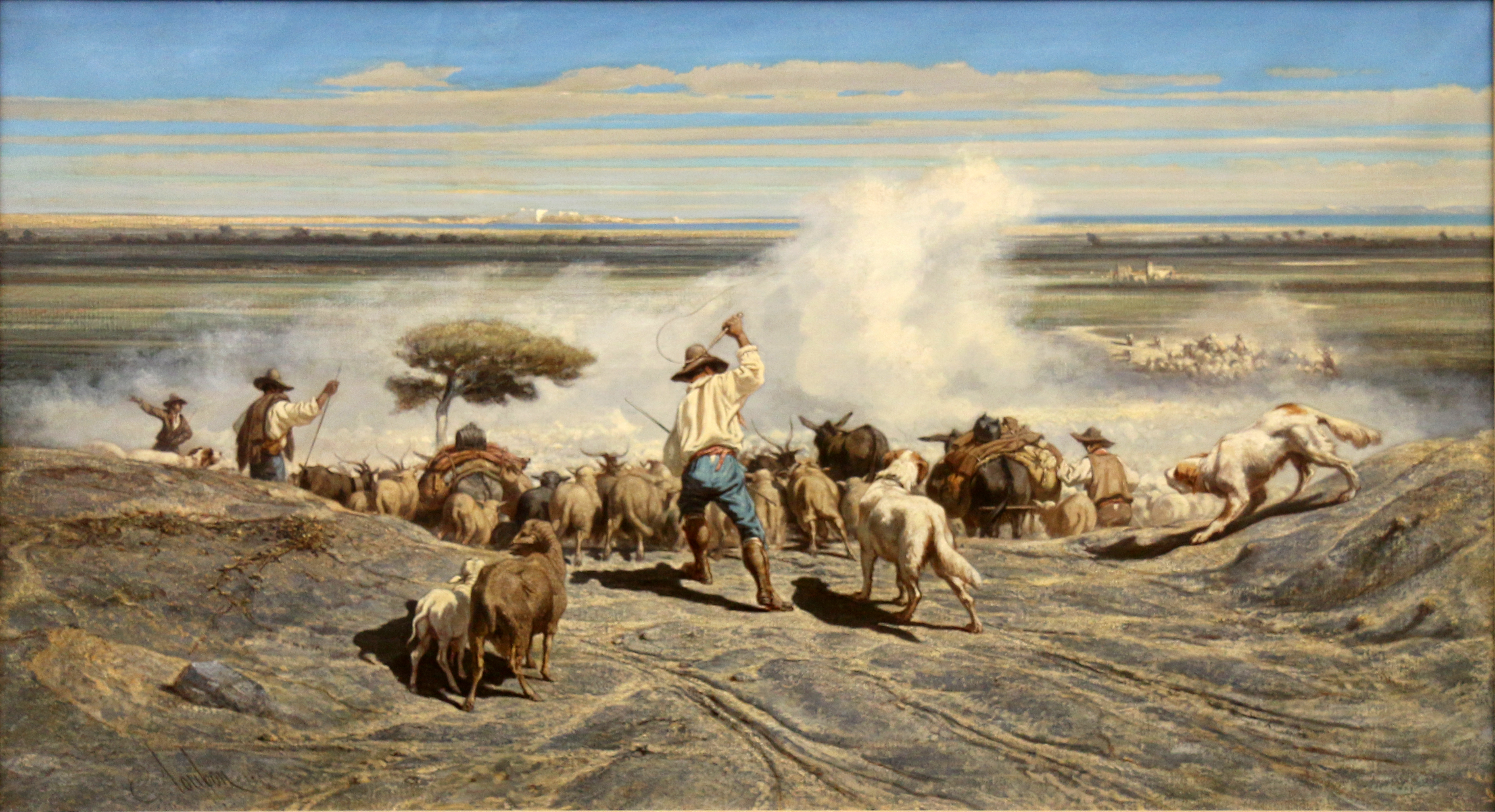
Retour de troupeau, Musée d'art de Toulon
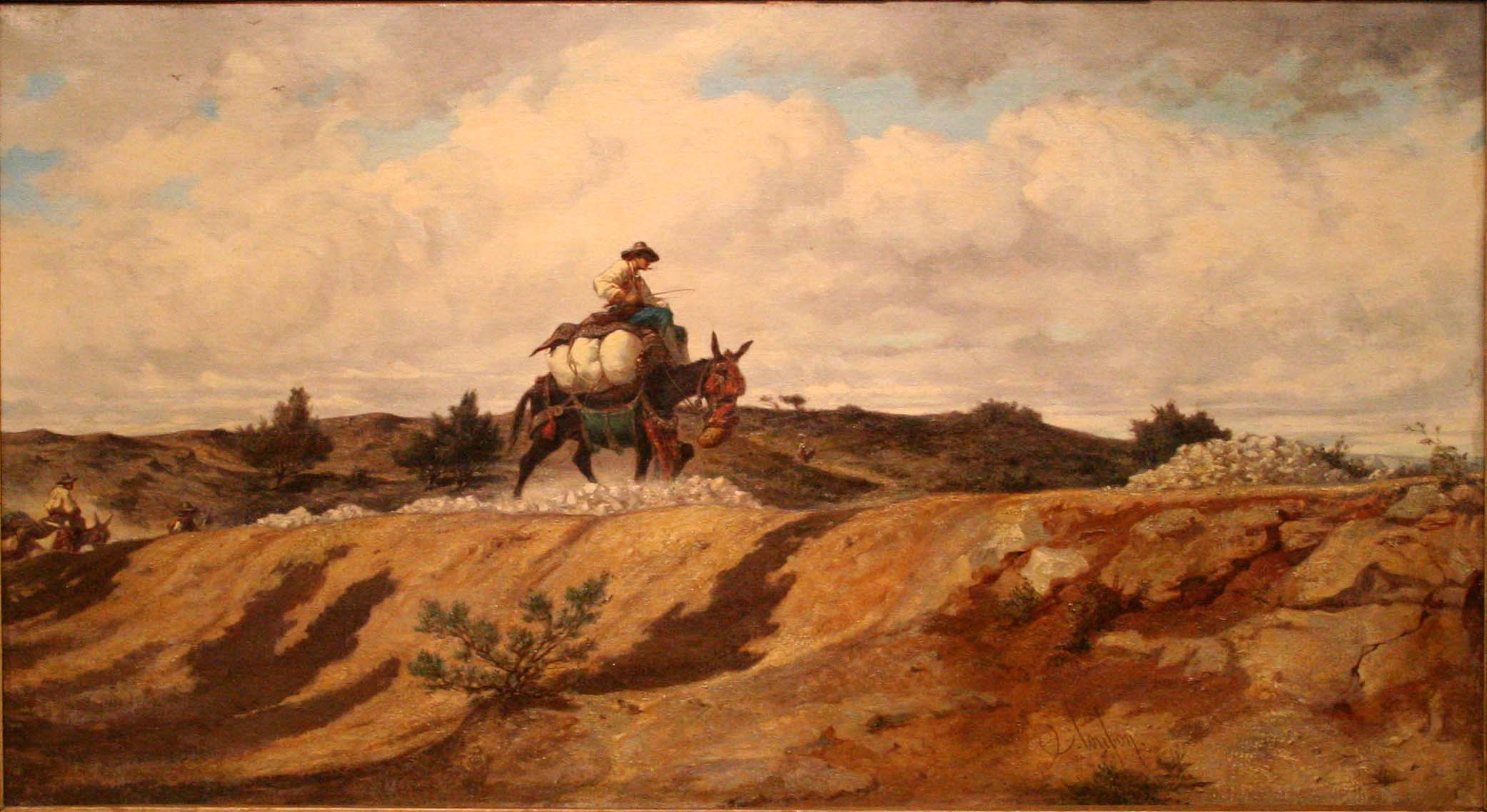
Le Muletier du Var, vue de Marseille, musée des beaux-arts de Nîmes.
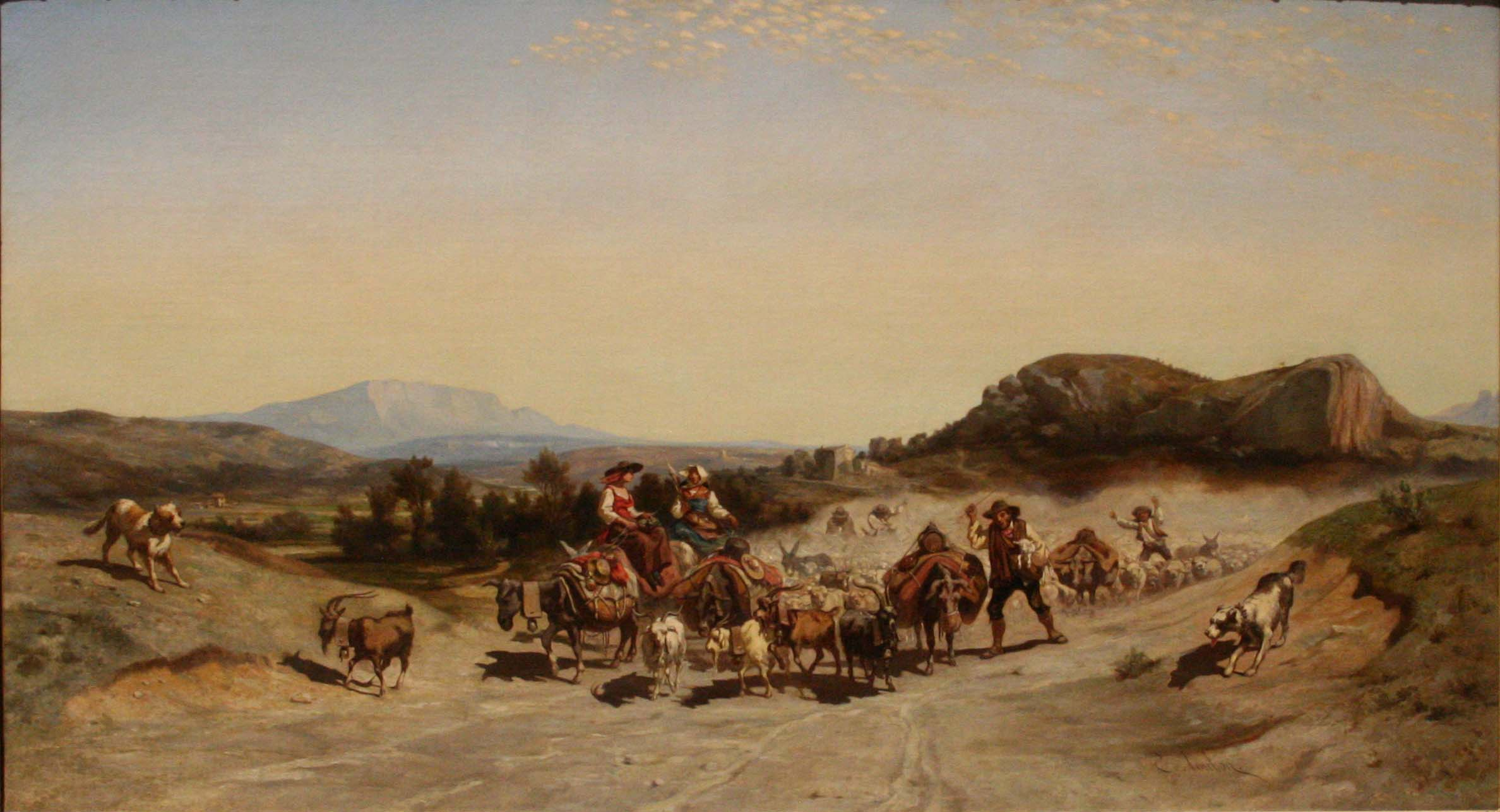
Paysage avec troupeau dans un cirque montagneux, musée des beaux-arts de Marseille.

### Bibliographie

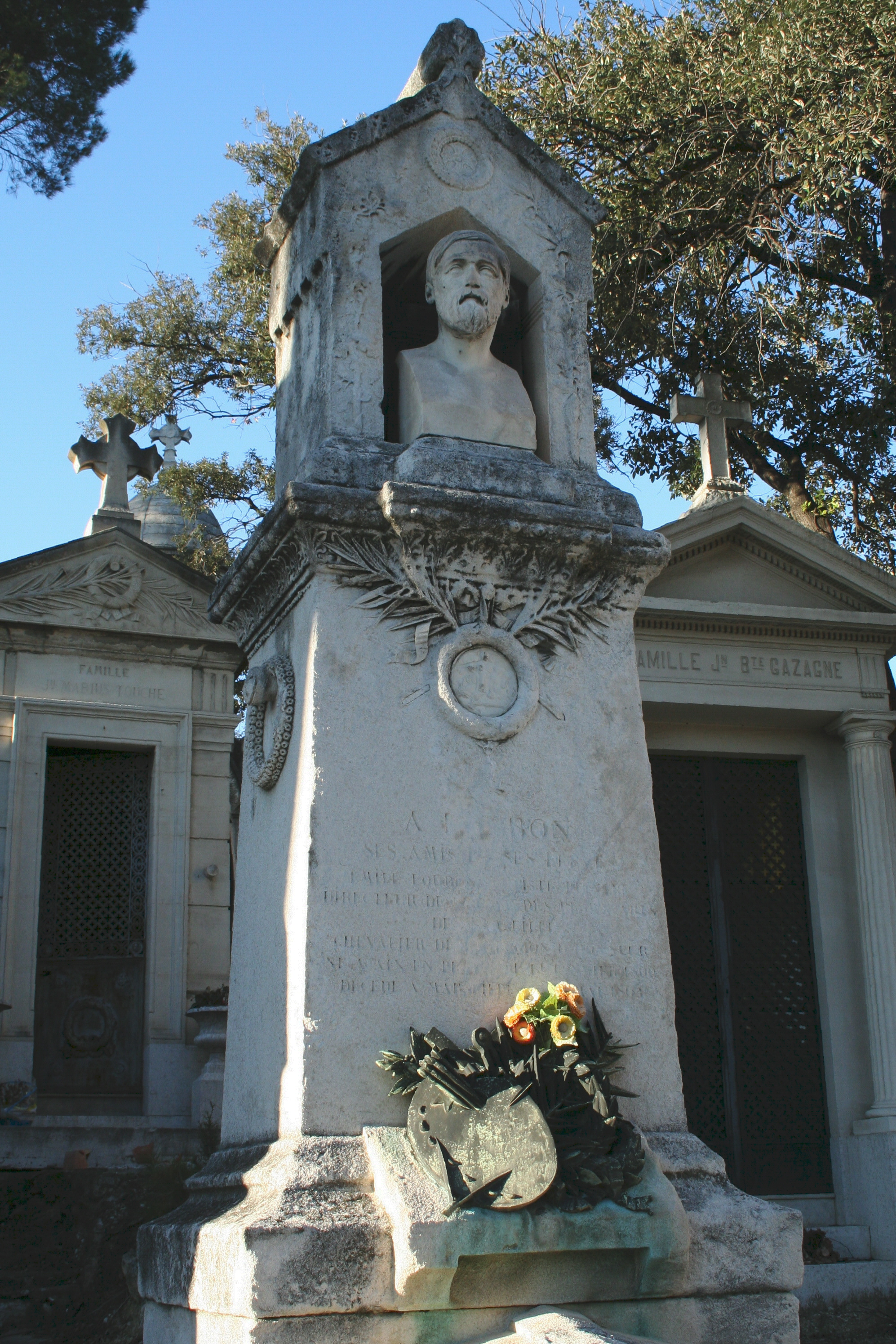
Tombe d'Émile Loubon au cimetière Saint-Pierre à Marseille.

## Élèves
- Fabius Brest,
- Alfred Chataud,
- Joseph Cabasson,
- Justin J. Gabriel,
- Victor Huguet,
- Édouard-Auguste Imer,
- Alphonse Moutte,
- Raphaël Ponson, vers 1850,
- François Reynaud.